# 果下馬
果下馬是古代中国一种特殊的马，身材短小，成年只有三尺高（约一米），是一種矮種馬。这种马便于登山。「果下馬」的名稱指的是騎乘者可騎著這種馬在果樹下自由穿行；《资治通鉴》載：「汉厩有果下马，高三尺，以驾辇」；清代《滇海虞衡志》亦記載當時的雲南地區有著為數不多的果下馬，主要供兒童騎乘。
這種馬在扶餘與辰韓也有出產，是韓民族的土種馬。在濟州島也有。有很多关于高句丽君主、英雄的传说都跟果下马种有关。相传当年朱蒙逃离夫余国时，就是骑着果下马翻山越岭。
147年－167年，中國從朝鮮引進果下馬，是為中國飼養矮馬的開端。
1274年，耽羅成為元朝的直轄地，蒙古人看中此地，用來牧馬，直到1294年才歸還。蒙古人就在這裡讓蒙古馬與果下馬配種。現在果下馬主要分布在濟州島，在韓國唯一獎勵養馬與食馬肉的地方。朝鮮時代，這裡的果下馬有20000匹。
现在果下马的后代「德保矮馬」分布在广西德保和靖西市。中国农科院研究員王铁权博士等人於1981年證實德保矮馬即是果下馬的後裔。
此外，在江苏徐州沛县有更純正的古代果下马后裔，现在身高仍然只有60到80厘米，保存着更加純正的汉代果下马的基因；当地人称之为“汉宫矮马”、“升官发财马”、“吉祥马”、“汉宫马”，也有直接称为“果下马”的。 目前中国矮马大部分是以地区命名，广西德保县的就叫“德保矮马”，四川安宁镇的就叫，“安宁果下马”，江苏沛县的就叫“汉宫矮马”，陕西宁强县的就叫“宁强矮马”

## 外部連結
- 《走遍中国》 20130407 《走进百色》第6集 探秘果下马 （页面存档备份，存于）